# Mer de la zone australe

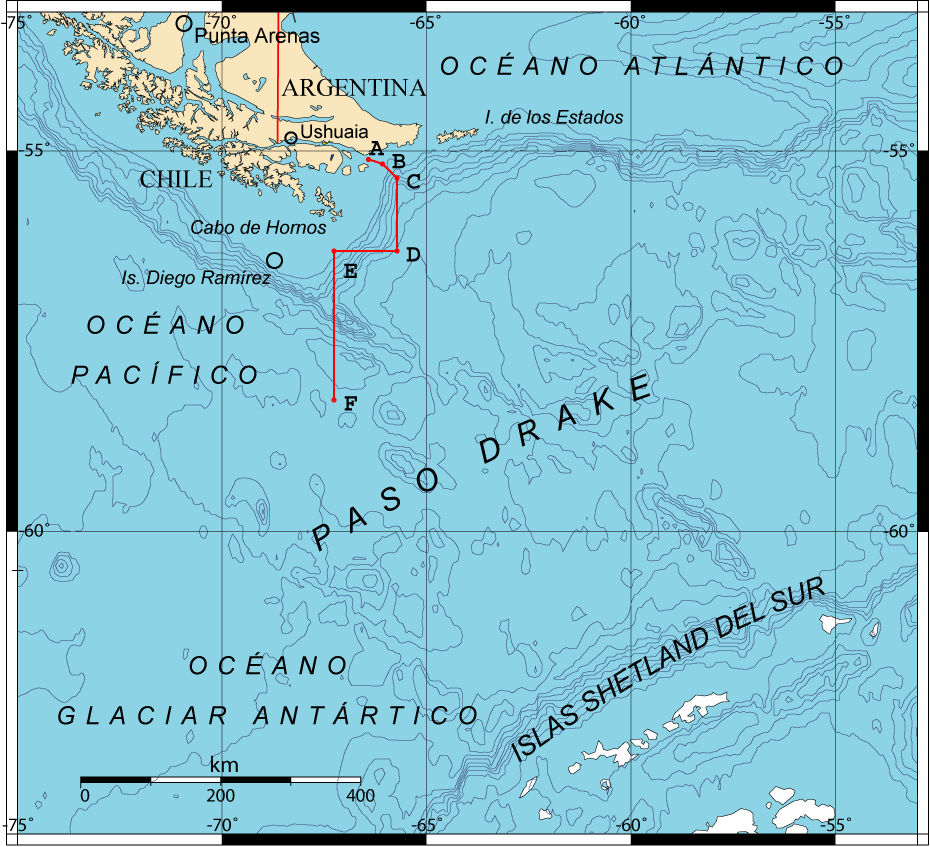
Carte de la mer de la zone australe avec les points A, B, C, D, E y F définis dans le traité de Paix et d'Amitié de 1984 entre l'Argentine et le Chili et utilisés pour délimiter leur frontière maritime.

La mer de la zone australe (en espagnol : mar de la Zona Austral) est le nom donné par l'Argentine et le Chili à l'espace maritime dont les limites n'étaient pas définies, au sud de la grande île de la Terre de Feu. Cet espace maritime est l'objet de délimitations dans le traité de Paix et d'Amitié entre l'Argentine et le Chili de 1984 qui met un terme au conflit du Beagle ou « conflit de la zone australe ». 
La définition de cet espace maritime fut contraint par la nécessité, pour les parties ratifiant le traité, de ne pas mentionner la zone sujette à délimitation comme faisant partie de l'océan Atlantique ou de l'océan Pacifique, les deux pays n'arrivant pas à se mettre d'accord sur l'appartenance de la zone à un océan ou à l'autre. À la suite de la signature du traité en 1984 et à sa ratification en 1985, le nom de mer de la zone australe est pratiquement ignoré dans les deux pays, qui continuent à utiliser leurs dénominations traditionnelles dans les représentations cartographiques de la zone. C'est pour cette raison que des portions de cette mer sont parfois rattachées à la mer d'Argentine, mer d'Chili ou au passage de Drake.
Le nom de « mer de la zone australe » n'a pas été adopté au niveau international et l'Organisation hydrographique internationale n'a pas inclus la mer de la zone australe dans le projet de la 4e édition de sa publication Limits of Oceans and Seas, communiqué au moyen de la circulaire CL55 du 7 novembre 2001, (la 3e édition date de 1953). Dans ce projet, le Chili, en accord avec la Russie et le Royaume-Uni, a proposé comme limite nord du passage de Drake la ligne qui relie l'île Waterman, le cap Horn, le cap San Bartolomé sur l'île des États et la côte sud de cette île jusqu'au cap San Juan de Salvamento, chevauchant clairement des zones qui relèvent de la délimitation de la mer de la zone australe.

## Limites
Les limites de la mer de la zone australe n'ont été définies avec précision que dans sa partie nord où elle atteint les côtes de l'île des États depuis son extrémité orientale, l'embouchure du détroit de Le Maire et la côte sur la grande île de la Terre de Feu jusqu'à l'embouchure orientale du canal Beagle au niveau du cap San Pío. À l'ouest, elle se prolonge au moins jusqu'à la ligne de bases droites chilienne — sans qu'il soit clair si elle la dépasse en direction de l'ouest — qui borde la côte sud-est de l'île Nueva, les îlots Evout et Barnevelt, l'île Deceit et l'île Horn et continue au sud jusqu'au méridien du cap Horn. La limite est n'a pas été définie, elle atteint au minimum la ligne polygonale définie dans le traité entre les points A et E, laissant indéterminée la connexion entre le point F du polygone et le point à l'extrémité orientale de l'île des États, sans qu'il soit précisé si elle se prolonge jusqu'à la limite de la zone économique exclusive argentine qui fut l'objet du conflit.